# 29658 Henrylin
29658 Henrylin este un asteroid din centura principală de asteroizi.

## Descriere
29658 Henrylin este un asteroid din centura principală de asteroizi. A fost descoperit pe 21 noiembrie 1998 la Socorro, New Mexico, în cadrul proiectului LINEAR. Asteroidul prezintă o orbită caracterizată de o semiaxă mare de 2,27 ua, o excentricitate de 0,12 și o înclinație de 3,1° în raport cu ecliptica.